# Здание бывшего ночлежного дома имени Е. И. Мешковой
Здание бывшего ночлежного дома имени Е. И. Мешковой — здание, расположенное в Перми по адресу улица Генкеля, 7. Является частью комплекса ночлежного дома, построенного Н. В. Мешковым для неимущих в 1914 году. После открытия в Перми в 1916 году университета было передано под университетские нужды. В настоящее время представляет собой корпус № 2 Пермского государственного университета.

## История

### Здание ночлежного дома
В 1912 году известный пермский судопромышленник и меценат Н. В. Мешков приобрёл участок в промышленном районе Заимка с целью строительства ночлежного дома и целого комплекса сопутствующих построек. В этом благотворительном проекте он хотел увековечить память своей матери Елены Ивановны Мешковой: «…в честь её светлого имени придумал я построить дом приюта, питания и предупреждения заболеваний для неимущих водников со всеми приспособлениями, долго и строго обдуманными, бесплатной библиотекой, школой, с пекарней и квасоварней для половины населения города, с разными мастерскими для заработков…». Все здания Мешков намеревался построить на собственные деньги и передать в дар городу. Предложение мецената было поддержано городской думой, а сам он за столь деятельную и бескорыстную помощь бедным был избран Почётным гражданином Перми.

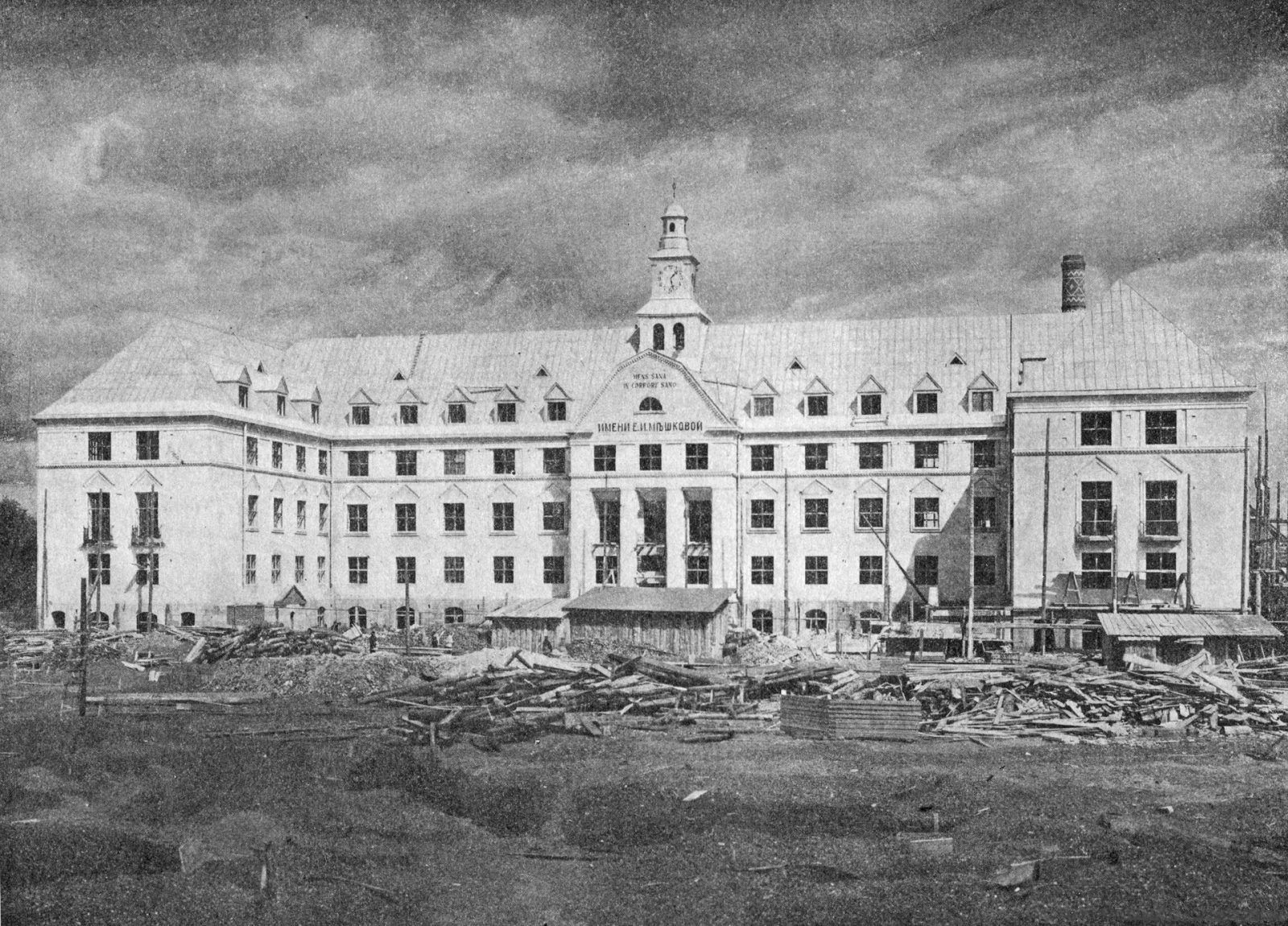
Дом просветительных и благотворительных учреждений имени Е. И. Мешковой. 1915 г.

В том же году началось строительство, которое Мешков поручил шведской строительной фирме «Турольф и компания»; в частности, автором общего плана является некий Эрик Роттердам. По замыслу Мешкова, «Ночлежный дом им. Е. И. Мешковой» (под таким названием он фигурировал в документах) должен был строиться с применением новейших достижений строительной техники и иметь соответствующее благоустройство: водопровод, канализацию, центральное отопление и пр. Часть прилегающей территории планировалось отвести под сад. Мешков хотел, чтобы в этом доме неимущие жители города могли не только получить место для ночлега, но и удовлетворить прочие бытовые нужды, а также, при желании, обучиться той или иной профессии.
Строительство велось быстрыми темпами, и в 1914 году был готов корпус ночлежного дома со столовыми, библиотекой, прачечной, котельной и т. п. Над главной лестницей располагались венчающая здание башенка с часами, выполненная в стиле скандинавского модерна, и две надписи: на русском («Имени Е. И. Мешковой») и на латинском («Mens sana in corpore sano»). Дом был готов принять первых жильцов, однако началась мировая война, и вместо неимущих в нём пришлось разместить мобилизованных солдат: в общей сложности от 4 до 7 тысяч. Завершение строительства комплекса также продолжалось в военное время.

### Корпус Пермского университета
В 1915 году встал вопрос об эвакуации в Пермь Юрьевского университета, а позднее — об открытии пермского отделения Петроградского Императорского университета. Мешков горячо поддержал оба начинания и заявил о безвозмездной передаче комплекса ночлежного дома под университет. Однако военное руководство ответило отказом на просьбу освободить здание, и Мешкову пришлось вести за него настоящую борьбу. Лишь в 1917 году, когда постановлением Временного Правительства был учреждён самостоятельный Пермский университет, в его распоряжение поступило здание ночлежного дома со всеми принадлежащими к нему постройками. Их приспособлением под университетские нужды руководил архитектор А. А. Бернардацци, назначенный Министерством Народного просвещения.

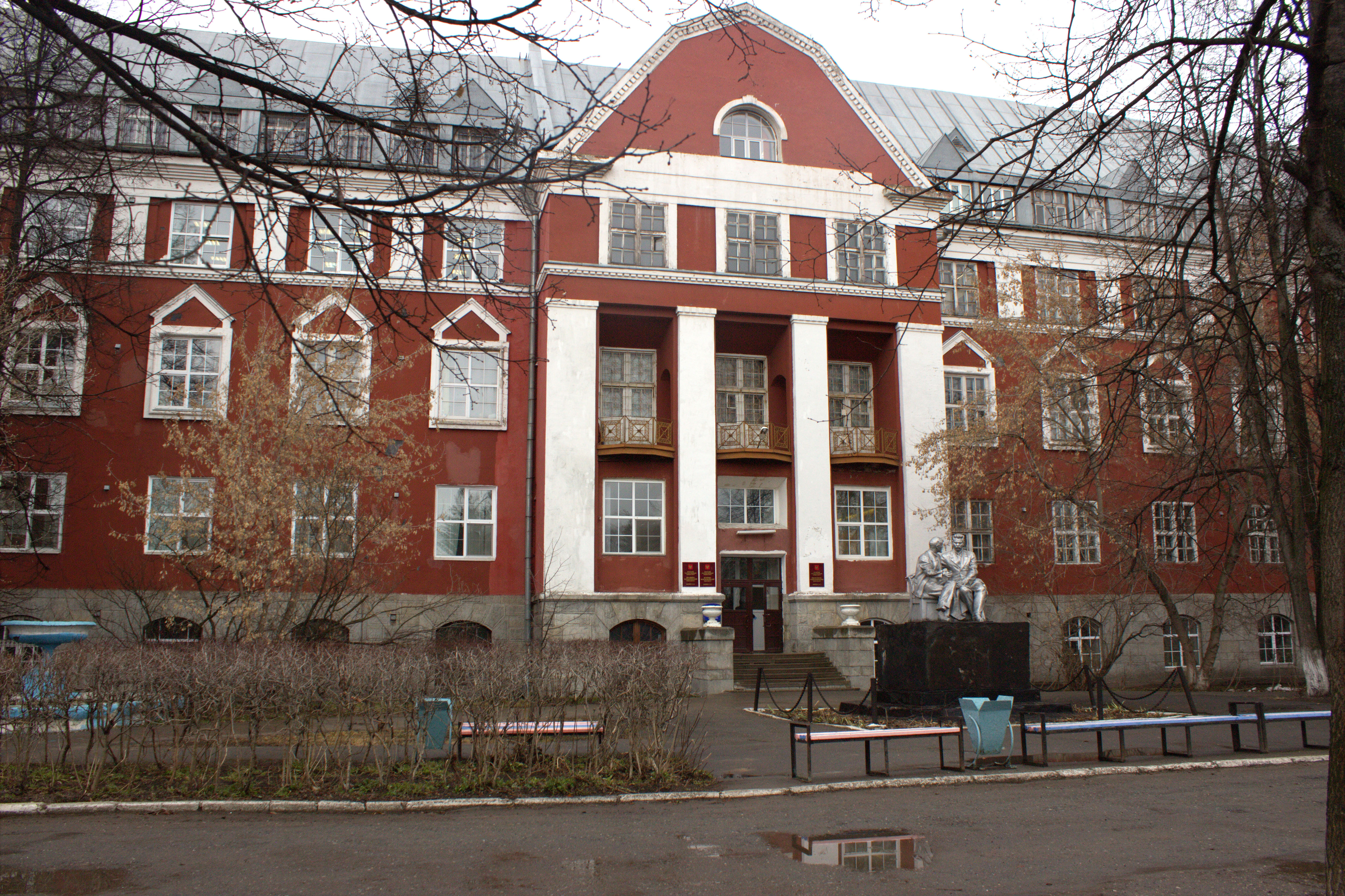
Современный вид здания

Здание ночлежного дома стало главным корпусом университета. В 1920-х годах, из-за нехватки жилья, часть помещений в нём была отведена под комнаты сотрудников. В 1927 году в здании произошёл пожар, возникший на чердаке, над потолком пятого этажа, занятого квартирами научных работников. Последствия были разрушительны: выгорел пятый этаж, из-за повреждений системы отопления здание оказалось затоплено водой, рухнула венчавшая его башня, были утрачены надписи над главным входом и т. п. Было принято решение о восстановлении крыши в первоначальном виде, вместе с башней, однако архитекторы Бенда и Воеводин долгое время задерживали проект, а уже в конце 1920-х годов от плана окончательно отказались. В итоге башня так и не была восстановлена.
Изначальная ансамблевость созданного Мешковым комплекса способствовала тому, что вокруг основного здания постепенно вырос целый университетский городок, один из первых российских кампусов. В настоящее время здание бывшего ночлежного дома является корпусом № 2 Пермского государственного университета и называется также «старым главным корпусом». В нём располагаются историко-политологический и механико-математический факультеты, а также деканат и кафедры философско-социологического факультета. Здание включено в список государственных памятников истории Пермской области.